# Idrossiacido-ossoacido transidrogenasi
La idrossiacido-ossoacido transidrogenasi è un enzima appartenente alla classe delle ossidoreduttasi, che catalizza la seguente reazione:
(S)-3-idrossibutanoato + 2-ossoglutarato ⇄ acetoacetato + (R)-2-idrossiglutarato
Il 4-idrossibutanoato ed il (R)-2-idrossiglutarato possono agire da donatori di elettroni; il 4-ossobutanoato può invece agire da accettore.